# Leucosolenia pyriformis
Leucosolenia pyriformis är en svampdjursart som beskrevs av Tanita 1943. Leucosolenia pyriformis ingår i släktet Leucosolenia och familjen Leucosoleniidae.
Artens utbredningsområde är havet kring Japan. Inga underarter finns listade i Catalogue of Life.